# Grab III (Byblos)

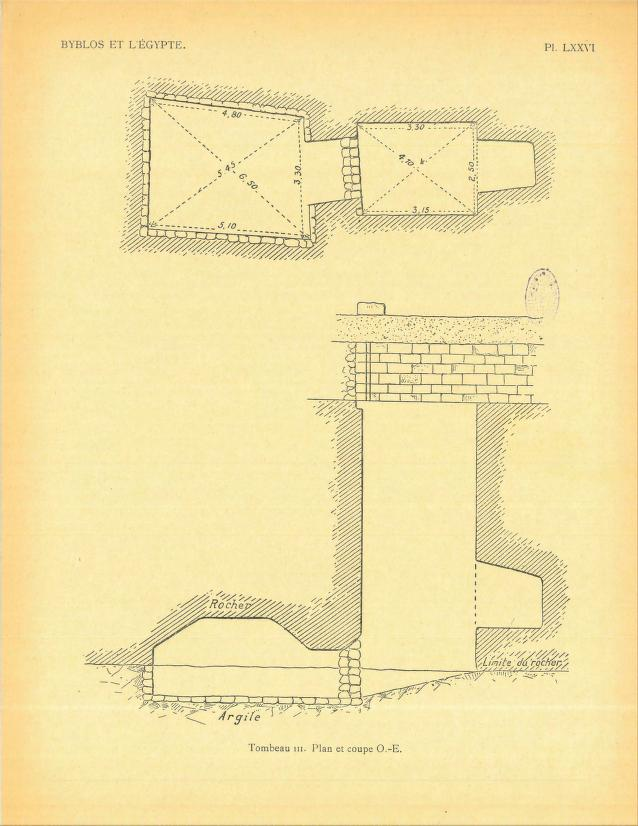
Grab III

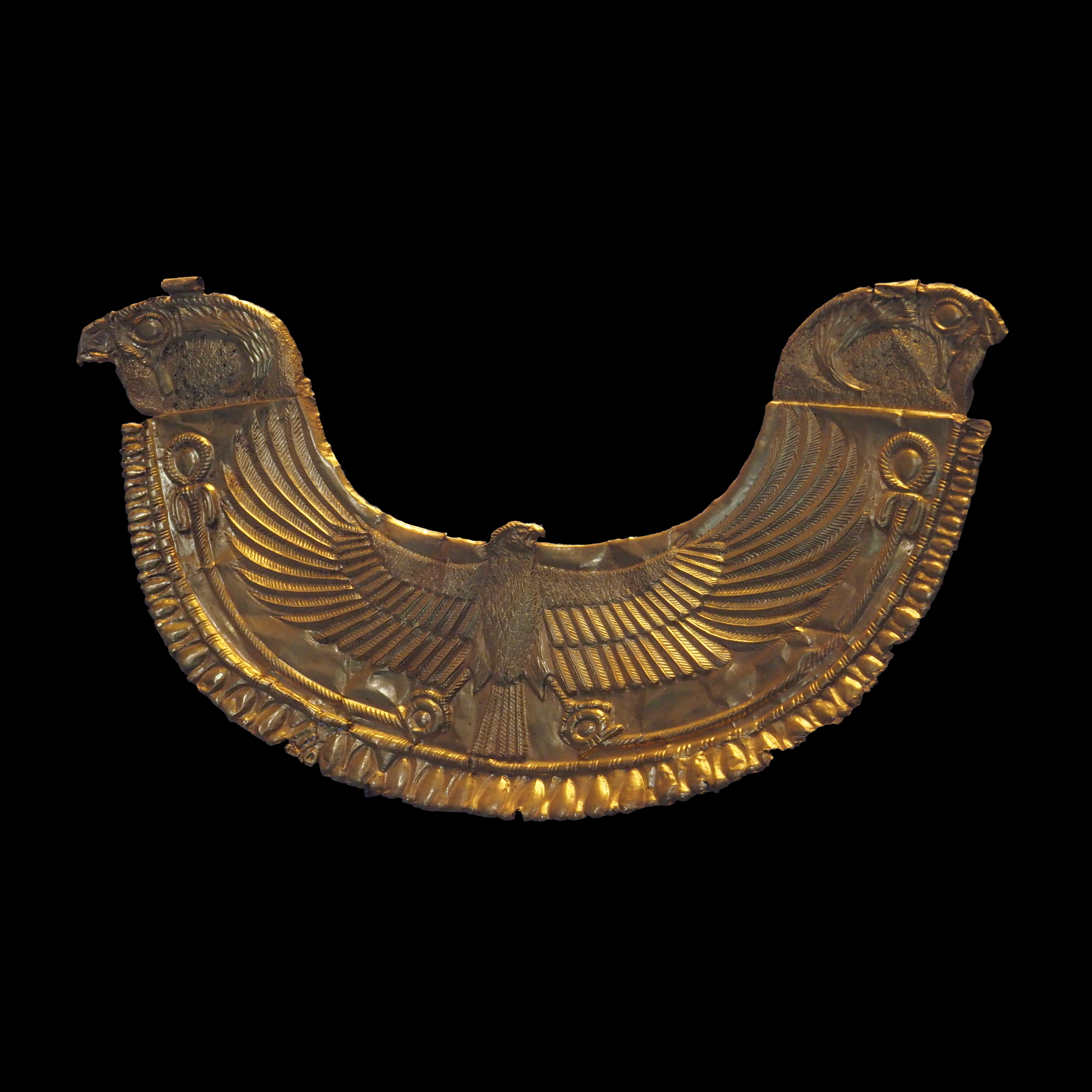
Der goldene Halskragen aus Grab III

Grab III befindet sich in der sogenannten Königsnekropole von Byblos. Es datiert um 1750 bis 1650 v. Chr. und fand sich 1923 unberaubt. 
Das Grab mit der modernen Nummer III besteht aus einem Schacht und einer unterirdischen Kammer, die sich bei der Ausgrabung verschlossen fand. Der untere Teil der Kammer ist mit Steinen verkleidet. Die Decke ist gewölbt. Gegenüber der Grabkammer, auf der anderen Seite des Schachtes, befindet sich eine kleine in den Felsen gehauene Nische.
Die Grabkammer, in der sich zwei Bestattungen fanden, enthielt noch zahlreiche Beigaben, die den hohen Status der hier bestatteten Personen bezeugen. Bei einer von ihnen handelt es sich wahrscheinlich um einen König von Byblos. Zu den Beigaben gehört ein goldener Halskragen in ägyptischem Stil. Er ist aus Goldblech gearbeitet und zeigt an den Enden jeweils den Kopf eines Horusfalken. Mittig ist ein ganzer Horusfalke wiedergegeben.  Das Objekt befindet sich heute im Louvre in Paris. Daneben gab es Goldperlen, ein Krummschwert aus Bronze mit Goldeinlagen, eine große Hes-Vase aus Fayence und weitere Keramik sowie Steingefäße.
Kein Name ist im Grab überliefert. Der Inhaber bleibt unbekannt. Das Grab datiert wahrscheinlich um 1650 v. Chr. und nicht um 1750 v. Chr., wie in der älteren Forschung angenommen wurde.